# Сара Захеді
Сара Захеді (нар. 1981 р., Тегеран)  - ірансько-шведська математикиня, яка працює в галузі обчислювальної флюїдної динаміки і має асоційованого професора в чисельному аналізі в Королівському технологічному інституті (KTH) у Швеції. Вона є однією з десяти переможців і єдиною переможницею премії Європейського математичного товариства на 2016 рік "за видатні дослідження щодо розробки та аналізу чисельних алгоритмів для рівнянь з частковими похідними з акцентом на додатки до проблем з динамічно змінюваною геометрією". Темою лекції премії ЄМТ стало її недавнє дослідження методу розв'язання задач динаміки рідини зі зміною геометрії границь, яке виникає при моделюванні динаміки систем двох незмішуваних рідин  . Цей метод поєднує в собі методи набору рівнів для представлення меж доменів у вигляді розрізів через рівномірну сітку, а також чисельні методи моделювання, які можуть адаптуватися до складних геометрій клітин сітки, розрізаних за цими кордонами. 
Коли Захеді було всього десять років, (батько був убитий після іранської революції), її мати послала її як біженця до Швеції і лише через кілька років повернулася до неї.  Вона була притягнута до математики частково тому, що вона розуміла її краще, ніж шведську мову, . Вона отримала ступінь магістра у 2006 р., а в 2011 р. - докторську,  дисертацією під назвою Чисельні методи для проблем рідинного інтерфейсу керувала Гуніла Крейс . Після докторантури в Упсальському університеті, вона повернулася до КХТ в якості доцента в 2014 році. 